# こうもり問題
こうもり問題（こうもりもんだい）とは、情報や物品を分類する際に生じる問題の一つである。例えば A にも B にも分類できる場合に、どちらに分類すればいいのか、といった問題である。
すべてのものや情報は、利用される文脈に応じて複数の属性を持ち得る。しかし、階層構造のように、各項目を木構造の末端にあてはめて分類する方式（図書館資料など）では、項目が持つ複数の属性のうちの一つだけに着目しなければならないという制約がある（たとえば「自民党税制調査会の記録は政治と税金のどちらに分類するか」など）。こうもり問題とは、その制約が原因となって生じる諸問題を指す。
身近な例では、以下のようなトラブルがこうもり問題として挙げられる。
- ファイルをフォルダ分けして整理する際に、どこのフォルダに入れたらいいか迷う。
- ショッピングセンターで買い物をする際に、目的の商品を探し当てるためにいろんなジャンルのコーナーを歩き回る。

「こうもり問題」という名称は、コウモリが獣と鳥（翼を持っていること）の両方の性質を持っていること、またはそれを元にして作られた、コウモリが鳥と獣の両方に取り入ろうとして最終的にどちらからも村八分にされたというイソップ童話の鳥と獣とコウモリに由来していると考えられている。

## 解決策

### 電子データ
多くの OS のファイルシステムでは、「ディレクトリ」という階層構造を持つファイル名でデータを管理しているためこうもり問題が発生しやすいが、一部のファイルシステムではハードリンクを用いることで一つのデータに対して二つ以上のファイル名をつけることが出来るため、それを応用することでこうもり問題を回避することが出来る。
電子メールや写真データなどの管理ソフトでは、一つのデータに複数のタグ（名札）を付与し、そのタグを中心にデータを管理するものもある。

### 実在する物体
書類など、（電子データに対して）具体的な物体を管理する場合の解決策の一つとして、野口悠紀雄は「押し出しファイリング法」を提唱している。押し出しファイリング法とは、すべての書類を一箇所にまとめ、使用したものや新着ファイルを棚の端に入れていく方法である。これにより、すべての書類が使用時間順にソートされることが保証される。